# 제3인 논증
철학에서 제3인간 논증(The Third Man Argument, TMA)이란 플라톤의 유명한 이데아론에 대한 비판론 중 하나로, 그의 대화편 중 파르메니데스 편에서 이데아론에 대한 파르메니데스의 반박을 다루면서 처음으로 이 논증의 원형이 나타났다. 그 이후 이 논증은 아리스토텔레스가 그의 책, 형이상학에서 플라톤의 대화편에서 접했던 이 논증을 변형하여 주장했으며, 계속하여 언급되면서 이데아론에 관한 오래된 논쟁거리가 되었다. 학자들은 이 논증이 플라톤 자신의 저서에서 드러났다는 점에서 미루어 보아, 그가 '이러한 식의 이데아론을 받아들여서는 안 된다'고 주장하려 했다거나, '이데아는 이와 같이 인간 이해의 한계 바깥에 있는 것이다'라고 주장하려 했을 것이라 추측한다.

## 논증
이 논증의 요지는 '어떤 사람이 사람의 이데아에 참여하기 때문에 사람이라면, 그 사람과 사람의 이데아 둘 다를 공히 사람으로 만들어 주는 제3의 인간 이데아가 존재하여야 한다'는 내용이다. 파르메니데스 편에서 파르메니데스가 처음 주장한 것으로 기록된 형식은, 큼과 작음, 동등함이라는 개념에 대한 이데아를 가지고 유사한 논증이 이루어지는 것이며 '사람'은 직접적으로는 등장하지 않는다. '사람'이라는 용어는 아리스토텔레스의 형식에서 등장한다.
이 논증이 이데아론에 가하는 위협은 어떠한 것인가? 파르메니데스의 '큼'에 관한 논증을 참고해 보자.(이것은 '사람'에 관한 논증과 같은 형식이다. 이 논증에서 성질 자체가 어떠한가는 본질적인 문제가 아니다) 먼저 우리는 현상계에서 '커다란 것들'을 생각할 수 있는데, 이데아론에 따르면 이것들이 '참여'하여 큼의 성질을 갖기 위한 '큼의 이데아'가 존재한다. 그런데 큼의 이데아 역시 '큼'이다. 따라서 '커다란 것들 + 큼의 이데아' 역시 '커다란 것들의 집합-2'이고, '큼의 이데아'에 대하여 '이데아가 그 자신 혹은 그것이 큼의 성질을 부여한 것으로부터 큼의 성질을 부여받을 수는 없다'는 가정이 인정된다면(이를 '계층론적 가정'이라 하자), '커다란 것들의 집합-2'에 큼의 성질을 부여하는 '큼의 이데아-2'가 다시 요청된다. 그런데 이러한 '두 개의 이데아'가 존재한다면, 일반적으로 이데아론에서 가정된 이데아의 유일성에 어긋난다.
뿐만 아니라, 계층론적 가정을 끝까지 파기하지 않는다면, 같은 논의에 의하여 '커다란 것들의 집합-2 + 큼의 이데아-2'로 구성된 '커다란 것들의 집합-3'이 구성될 수 있고, 또 이로부터 '큼의 이데아-3'이 필요해진다. 이 논의를 반복하면, '큼의 이데아'들은 무한히 많은 계열을 구성한다. 이렇게 무한히 많은 이데아들은 이데아론에 새로운 정당화를 요하게 된다. 인간이 탐구할 수 있는 지식의 범위는 유한하므로, 예컨대, '선의 이데아'가 무한히 많다면, 혹은 '용기의 이데아'가 무한히 많다면, 도대체 인간이 탐구해서 얻을 수 있는 '선' 혹은 '용기'에 대한 지식은 이 많은 이데아들 중 어느 부분이어야 하는지 명확하지 않기 때문이다.

## 반론
이 논증에 대한 플라톤주의자들의 고전적인 반론은 현상계와 이데아계의 구분을 좀 더 명확히 하는 것이다. 예컨대, 현상계에서 어떤 사람이 사람인 이유는 사람의 이데아에 참여하기 때문이고, 또한 오직 그러한 한에서 사람이기 때문에 제3의 인간은 필요가 없다는 식이다. 그러나 이러한 반론은 논의의 핵심이 현상계보다는 이데아에 있다는 점에서 적절하지 못하다.
좀 더 직접적으로 논의의 핵심에 접근하기 위해서는 크게 두 가지 방향이 있다. 그 중 하나는 계층론적 가정을 부정하는 방향이다. 이때 그 자신이 성질을 부여한 것으로부터 다시 성질을 부여받는다면 이데아계와 현상계를 구별할 수 없게 되므로, 이데아는 '오로지 그 자신에 의해 존재 근거를 확보한다'는 가정이 다시 요구된다. 다른 하나는 '이데아에 적용되는 술어'와 '현상계에 적용되는 술어'의 차이점을 지적하는 방향이다. 요컨대, 어떤 성질 A에 대해 현상계에서 A를 갖는 사물이 존재 근거를 확보한다는 서술과, A의 이데아가 존재 근거를 확보한다는 서술에서는 술어의 성질이 다르다는 것이다.

## 같이 보기
- 이데아
- 이데아론

## 참고 자료
- 조대호 역해, 《아리스토텔레스의 형이상학》, 문예출판사, 2004